# Französische Renaissance-Antiqua

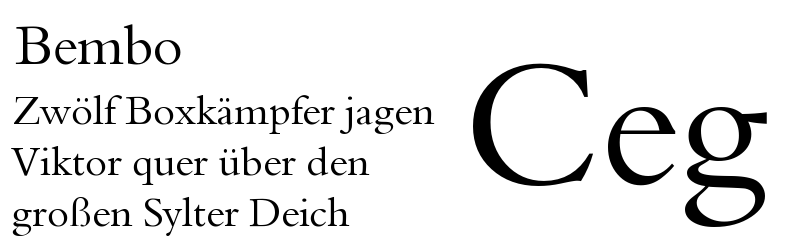
Beispiel für eine französische Renaissance-Antiqua

Die französische Renaissance-Antiqua ist eine Schriftklasse nach DIN 16518. Diese Renaissance-Antiqua ist die Weiterentwicklung der venezianischen Renaissance-Antiqua. Ihr Name ist insofern irreführend, als dass die zwischen Ende des 15. und Anfang des 16. Jahrhunderts geschaffenen Schriften bereits der französischen Renaissance-Antiqua zugerechnet werden, obwohl sie großteils in Italien (vor allem in Venedig in Drucken von Aldus Manutius) und nicht in Frankreich entstanden. In Frankreich wurden diese Schriften allerdings anschließend verfeinert, mit besonderem Erfolg durch Claude Garamond.
Als die Barock-Antiqua und die Klassizistische Antiqua aufgekommen waren, blieb die französische Renaissance-Antiqua lange Zeit unbeachtet. Erst in der zweiten Hälfte des 19. Jahrhunderts wurde ihre gute Verwendbarkeit wiedererkannt; sie ist bis heute noch sehr gefragt.
Der Formenklassifikation nach Maximilien Vox des Jahres 1954 folgend, ist diese Schriftklasse unter der Bezeichnung Garalde (in Frankreich), Garaldes (im englischen Sprachraum) bzw. Garalden (in Holland) geläufig. Diese Bezeichnungen sind Kofferwörter aus den ersten Silben der Namen von Garamond und Aldus Manutius. In Italien wird die Schriftklasse Elzeviriani genannt.

## Merkmale
Die französische Renaissance-Antiqua verfügt durch die gleichmäßigeren Buchstabenformen über ein ruhigeres Schriftbild.
Die Schattenachse ist nach wie vor geneigt, der Querstrich des e hingegen nahezu waagerecht.
Die oberen Serifen sind immer noch den Anstrichen mit der Schreibfeder nachempfunden.
Diese Schriftklasse wird wegen ihrer hervorragenden Leseeigenschaften am häufigsten für Romane und andere längere Lesetexte verwendet.

## Bekannte Vertreter
- Albertina (Frank E. Blokland), basierend auf der Albertina von Chris Brand, 1965
- Bembo (neu gezeichnet von Stanley Morison, 1929), basierend auf der De Aetna-Type von Francesco Griffo, 1496; für nicht kommerzielle Verwendung kostenlose Variante: Cardo (David J. Perry, 2002)
- Berling (Karl-Erik Forsberg, 1951)
- Caractères de l'Université (Originalentwurf: Jean Jannon; zeitweilig mit der Garamond verwechselt; moderne Ausführung von František Štorm als Jannon Pro)
- Dante (Giovanni Mardersteig, 1957), inspiriert von Bembo und Centaur, populär in den USA der 50er Jahre
- Galliard (Matthew Carter, 1978), inspiriert von den Schriften Robert Granjons (16. Jh.)
- Garamond (Claude Garamond, 1480–1561), Variante: Sabon (Jan Tschichold, 1967)
- Gentium (Victor Gaultney), frei lizenziert
- Granjon (G. W. Jones, 1928)
- Haarlemmer (Frank E. Blokland, 2002), basierend auf der Haarlemmer von Jan van Krimpen, 1938
- Hollander (Gerard Unger, 1986)
- Meridien (Adrian Frutiger 1955)
- Minion (Robert Slimbach, 1990)
- New Aster (Francesco Simoncini, 1958)
- Octavian (Will Carter und David Kindersley, 1961)
- Palatino (Hermann Zapf, 1950) und ihre leichtere Textvariante Aldus (Hermann Zapf, 1954)
- Plantin (F. H. Pierpont, 1913), inspiriert vom holländischen Drucker Christoph Plantin (16. Jh.), diente mit ihrer großen x-Höhe als Vorbild für die Times
- Poliphilus (Monotype, 1923), basierend auf einer venezianischen Schrift von Francesco Griffo, 1499
- Quadraat (Fred Smeijers, 1992–98)
- Stone Serif (Sumner Stone, 1987)
- Trinité (Bram de Does, 1982)
- Trump Mediaeval (Georg Trump, 1954–62)
- Warnock (Robert Slimbach, 2000)
- Weiß-Antiqua (Emil Rudolf Weiß, 1926)